# مارگئو
مارگئو (به لاتین: Margo) یک منطقهٔ مسکونی در قبرس شمالی است که در ناحیه لفکوشا واقع شده‌است.